# Ana Francoska
Ana Francoska (francosko Anne de Beaujeu ali Anne de Bourbon) je bila francoska princesa in regentka, najstarejša hči kralja Ludvika XI. in Šarlote Savojske, * 3. april 1461, † 14. november 1522. 
Ana je bila sestra Karla VIII. in med njegovo  mladoletnostjo od leta 1483 do 1491 njegova regentka. Med regentstvom je bila ena najvplivnejših žensk v Evropi poznega 15. stoletja in so jo imenovali "Madame la Grande". Med letoma 1503 in 1521 je bila med vladavino svoje hčerke Suzane njena regentka in de facto vojvodinja Bourbona. 

## Zgodnje življenje
Ana je bila rojena v Chateau of Genappe v Brabantu 3. aprila 1461 kot najstarejša preživela hči francoskega kralja Ludvika XI. in Šarlote Savojske. Njen brat Karel je nasledil njunega očeta kot Karel VIII. Francoski. Njena mlajša sestra Ivana je za kratek čas postala francoska kraljica kot prva žena Ludvika XII.

## Poroka
Anne je bila prvotno zaročena z Nikolajem, vojvodo Lorenskim, in bila leta 1468 v pričakovanju poroke imenovana za vikonteso Thouarsa. Nikolaj je zaroko razdrl in zasnubil Marijo Burgundsko in nato leta 1473 nepričakovano umrl. Njegov fevd je prevzel Ludvik. Istega leta se ja Ana 3. novembra poročila s Petrom Bourbonskim in hkrati prevzela vladavino Beaujolaisa, ko je možev brat, vojvoda Bourbonski, njenemu možu prepustil naslov 'gospod Beaujolaisa'. Ane je bila takrat stara komaj dvanajst let. 

## Regentstvo v Franciji
Med mladoletnostjo Aninega brata, francoskega kralja Karla VIII., sta bila Peter in Ana od leta 1483 do 1491 regenta Francije. V tem času sta premagala številne težave, vključno z nemiri med magnati, ki so trpeli pod zatiranjem Ludvika XI. Peter in Ana sta vzdrževala kraljevo oblast in enotnost kraljestva proti orleanski stranki, ki je sprožila tako imenovano noro vojno od leta 1483 do 1488. Podelila sta številne koncesije, tudi take v Ludvikovo škodo, in vrnila ozemlja številnim sovražnim plemičem, vključno s prihodnjim francoskim Ludvikom XII., takratnim vojvodo Orléanskim. Ludvik se je poskušal znebiti regentstva, vendar so se generalni stanovi postavili na Anino stran. 
Ana je bila kot regentka Francije ena najvplivnejših žensk v poznem 15. stoletju. Imenovali so jo "Madame la Grande". Razen tega, da je bila močna osebnost, je bila tudi izjemno inteligentna, premetena in energična. Njen oče jo je imenoval "najmanj neumna ženska v Franciji".  Bila je temnolaska z visokim čelom in obokanimi obrvmi, bistrimi rjavimi očmi z ostrim pogledom, ošabnim nosom, tankimi ustnicami in tankimi rokami in je "stala pokončno kot sulica".
Ana je bila zaslužna za nastanitev in izobraževanje številnih plemiških otrok, vključno z Diano Poitiersko in Luizo Savojsko. Pripisujejo ji zasluge, da je mladi dami poučila o novih "prefinjenih" manirah, na primer o tej, da se za brisanje nosu ne uporabljajo prsti, ampak "kos blaga". Ana je nadziral tudi skrbništvo nad Margareto Avstrijsko, namenjeno za nevesto Aninemu bratu Karlu. Margareta je kasneje postala guvernerka habsburške Nizozemske. 
Podprla je Henrika Tudorja proti njegovemu tekmecu, angleškemu kralju Rihardu III., ki so ga mnogi imeli za uzurpatorja. Priskrbela mu je francoske enote za invazijo leta 1485, ki je dosegla vrhunec v bitki na Bosworthskem polju 22. avgusta. Henrik je v bitki  zmagal in zavladal kot Henrik VII.
Leta 1491 je kljub avstrijskemu in angleškemu nasprotovanju sklenila Sporazum iz Etaplesa, s katerim se je končala stoletna vojna, in uredila poroko uredila poroko svojega brata Karla z bretansko vojvodinjo Ano, da bi Bretanjo priključila k francoski kroni. Ko je Karel leta 1491 postal polnoleten in samostojno zavladal kraljestvu, sta tako Ana kot Peter postala žrtev jeze nove kraljice, ker je bila ogrožena neodvisnost njene vojvodine. 
Moževo dediščino Bourbonske vojvodine si je zagotovila tako, da je njegovega nečaka razglasila za nezakonskega. To je bilo v nasprotju z očetovo in njeno lastno prejšnjo politiko kraljevega centralizma proti fevdalni avtonomiji. Razlog za to naj bi bila njena želja, da bi sebi in svoji hčerki zagotovila osebno posest, ker je bil njen brat star dvajset let in je ugotovila, da ne bo več dolgo sprejemal njenega skrbništva.
Njen položaj regentke Francije je bil med dogodki v letih 1491–1492 postopoma ugasnil. Dne 28. junija 1491 je bil vojvoda Orleanski ponovno sprejet na dvoru in se pomiril s kraljem. 6. decembra je bila kraljeva poroka in 5. julija 1492 so kralj in kraljica  ter Ana in njen mož vzajemno prisegli, da se bodo vedno ljubili in ščitili drug drugega. Po prisegi je Ana z možem in hčerko odšla v Bourbon, s čimer se je njeno regentstvo končalo.

## Regentstvo v Bourbonu
Ana in Peter sta imela samo enega preživelega otroka, hčerko Suzano, rojeno 10. maja 1491. Rodila je tudi sina Karla, ki je bil leta 1488 imenovan za grofa Clermonta, a je leta 1498 umrl star 22 let. Pokopan bil v opatiji Souvigny v Auvergneju.  
Suzana je po očetovi smrti leta 1503 nasledila očeta kot vojvodinja Bourbonska, vojvodino pa je upravljala Ana in jo ščitila pred kraljevimi posegi. S svojim dvorom je prebivala v Chantelleju.
Leta 1505 je Ana poskrbela za Suzanino poroko z burbonskim princem Karlom Montpensierskim, ki je postal bourbonski vojvoda Karel III. Hčerka in zet nista imela živih potomcev. Suzana je umrla celo pred svojo materjo. Ko je leta 1522 umrla tudi Ana, sta njena in očetova linija izumrli. Za njeno naslednico je veljala Ana Lavalska, potomka Anine tete Jolande Valoijske. 

## Spisi
Ana je svoji hčerki napisala knjigo z navodili z naslovom Lekcije za mojo hčerko. V knjigi ji je svetovala, naj se obkroži z varčnimi ljudmi in da prava plemenitost izvira iz skromnosti, prijaznosti in vljudnosti. Brez teh so vse druge vrline ničvredne.